# Arménie na Letních olympijských hrách 2000
Arménie se účastnila Letní olympiády 2000 v 10 sportovních odvětvích. Zastupovalo ji 25 sportovců (23 mužů a 2 ženy).

## Medailové pozice
| Medaile | Jméno          | Sport    | Disciplína              |
| ------- | -------------- | -------- | ----------------------- |
| Bronz   | Arsen Melikyan | Vzpírání | muži Střední váha 77 kg |